# Jordan Burroughs
Jordan Ernest Burroughs (Camden, New Jersey, 1988. július 8. –) olimpiai bajnok (2012) és négyszeres világbajnok amerikai szabadfogású birkózó. A 2018-as birkózó-világbajnokságon bronzérmet nyert 74 kg-os súlycsoportban, szabadfogásban. A 2012. évi nyári olimpiai játékokon aranyérmet szerzett szabadfogású birkózásban, 74 kg-os súlycsoportban. A Pánamerikai Játékokon két aranyérmet szerzett 74 kg-os súlycsoportban. A Pánamerikai Bajnokságon szabadfogásban egy aranyérem és egy bronzérem birtokosa.

## Sportpályafutása
A 2018-as birkózó-világbajnokságon a 74 kg-osok bronzmérkőzése során az olasz Frank Chamizo Marquez volt ellenfele, akivel 4–4-es döntetlent ért el, de technikai pontozással megnyerte a meccset.